# Rhytida clarki
Rhytida clarki és una espècie de gastròpode eupulmonat terrestre de la família Rhytididae endèmica de Nova Zelanda.

## Distribució geogràfica
És un endemisme de Nova Zelanda.